# Lhasa
Lhasa (tibetski: ལྷ་ས་; kineski: 拉萨, pinyin: Lāsà; doslovno: „Zemlja bogova”) glavni je i najveći grad kineske autonomne regije Tibet. Lhasa za Tibetance ima veliko značenje kao budistički sveti grad i povijesno sjedište duhovnog vođe Tibetanaca Dalaj Lame do njegovog progonstva.

## Zemljopis
Lhasa je s nadmorskom visinom 3500 m jedan od najviših gradova na svijetu. Nalazi se u himalajskoj riječnoj dolini sa svih strana okruženoj vrhuncima. Kroz grad teče rijeka Kyi (Lhasa (rijeka) koja se nedaleko od grada ulijeva u Brahmaputru (tibetski Yarlung Zangbo). Općini Lhasa pripada i dio jezera Namtso koje je drugo po veličini slano jezero u Kini. Jezero je živopisne tirkizno-plave vode i nalazi se u spektakularnom krajoliku.
Klima je hladna stepska s utjecajem monsuna. Monsunski utjecaj se ogleda u raspodjeli padalina kojih je ljeti stotinjak puta više nego zimi. Općenito ima malo padalina zbog reljefne zatvorenosti (himalajski vrhovi sprječavaju dolazak vlažnih zračnih masa). Klima je polusušna monsunska, s niskom prosječnom temperaturom od 1,2 do 7,5 °C. Prosječna godišnja količina padalina je 466,3 milimetra, a 85% pada u razdoblju lipanj-rujan. Lhasa obično godišnje ima 3.000 sunčanih sati.

## Povijest
Palača Potala je temelj grada Lhase je 637. godine osnovao osnivač tadašnje tibetanske države Songtsän Gampo. Grad se tada zvao Rasa i bio je vjerski i politički centar Tibeta. Songtsän Gampo je osnovao nekoliko budističkih hramova koji postoje do danas. U 9. st. slabi moć Tibeta i glavni grad je preseljen iz Lhase koja je zadržala svoje značenje kao religijski centar koji još jača u 15. st. osnivanjem novih budističkih samostana.
Peti Dalaj Lama Lobsang Gyatso je 1642. preselio svoje sjedište u Lhasu koja je uz religijsko ponovo dobila političko značenje. Do 1648. je obnovljena palača Potala. Lhasa je bila vjersko sjedište i polovicu njezinog stanovištva su činili budistički svećenici. U prvoj polovici 20. st. u grad dolaze prvi europski istraživači.
God. 1950. Kina je napala i okupirala Tibet te ga pripojila. Dana 10. ožujka 1959. u Lhasi je počeo ustanak Tibetanaca protiv kineske vlasti koji je Kina brutalno ugušila. Nakon toga je 14. Dalaj Lama (danas živući) pobjegao iz Lhase i osnovao novo sjedište u Dharmsali u Indiji. Kinezi su sljedećih desetljeća provodili tzv. „kulturnu revoluciju” kojom su htjeli zatrti svaki ostatak tibetanske kulture i Lhasu pretvoriti u kineski grad. Dolaze i brojni kineski naseljenici, te danas Kinezi čine oko 20% stanovništva grada. Prvih godina kulturne revolucije se uništavaju i zatvaraju budistički samostani i progoni budistička vjera. Nakon 1990. se politika Kine mijenja, te se dozvoljava razvoj autonomne tibetanske kulture. Kina mnogo ulaže u gospodarski razvoj Tibeta koji gospodarski daleko zaostaje za ostatkom Kine. Nakon uvođenja politike gospodarskog razvoja, priljev migranata dramatično je promijenio etničku mješavinu grada u Lhasi. Među Han imigrantima, Lhasa je poznata kao „Mali Sečuan”.
Lhasa u novije vrijeme postaje centar modernizacije Tibeta, posebno nakon izgradnje prve željeznice koja od Lhase vodi u ostatak Kine. Prema kineskom tibetanskom glasnogovorniku, proširenje ove željezničke linije na Kathmandu s tunelom ispod Mount Everesta očekuje se da će biti dovršeno do 2020.

## Znamenitosti
Lhasa je budistički sveti grad s brojnim hramovima i samostanima koje danas posjećuju turisti i gdje mogu doživjeti tibetansku budističku kulturu. Nažalost, brojni spomenici su uništeni ili oštećeni tijekom Kulturne revolucije (1966. – 1976.).
Najvažnija znamenitost u Lhasi je Palača Potala (tibetski: Po ta la, kineski: 布達拉宮), kompleks spojenih građevina u Lhasi koji su činili zimsku rezidenciju Dalaj Lama još od 7., a palaču od polovice 17. stoljeća, sve do kineske invazije 1959. godine. Palača simbolizira tibetanski budizam i središnje je mjesto tradicionalne tibetske administracije. Kompleks se sastoji od Bijele i Crvene palače s pripadajućim zgradama, izgrađeni na Crvenoj planini u središtu Lhasa doline, na visini od 3.700 m. Zbog toga je Palače Potala, zajedno s drugim povijesnim spomenicima Lhase (samostan Jokhang i palača Norbulingka) upisana na UNESCO-ov popis mjesta svjetske baštine u Aziji 1994. godine kao „lijepa i originalna arhitektura, velikog povijesnog i vjerskog značaja, čiji su bogati ukrasi skladno uklopljeni u zapanjujuć krajolik”.
Norbulingka (ནོར་བུ་གླིང་ཀ་, Nor-bu-gling-ka; što znači „Park blaga”) je druga palača i pripadajući park iz 1755. godine koja je služila kao ljetna rezidencija Dalaj Lama, što je i ostala sve do kineskog progona 14. Dalaj Lame 1959. godine, koji je prebjegao u Dharamsalu u Indiji.
Najvažniji samostani su Zhefeng i Drepung, a hramovi Jokhang i Zhefeng. 
Jokhang (ཇོ་ཁང་ Jo-khang, što znači "Budin dom") je kompleks građevina samostana nastalog oko istoimenog hrama na trgu Barkhoru. Za većinu Tibetanaca on je najsvetiji hram na Tibetu. Njegova arhitektura je mješavina indijskog vihara stila, kineskog stila dinastije Tang i nepalskog dizajna.
Tijekom ljetnih i jesenjih mjeseci parkovi u Tibetu, uključujući Norbulinka park, postaju mjesto plesa, pjevanja i glazbenih festivala, tako se u Norbulingki održava anualni Sho Dun ili „Festival jogurta”.
- Hram Jokhang
- Palača Norbulingka
- Festival Sho Dun u dvorištu palače Norbulingka
- Ruševine samostana Yerpa na obližnjoj planini

## Uprava
Grad-prefektura Lhasa sastoji se od tri okruga i pet županija:
| Zemljovid                                                                         | Zemljovid  | Zemljovid        | Zemljovid       | Zemljovid             | Zemljovid            | Zemljovid      | Zemljovid      |
| --------------------------------------------------------------------------------- | ---------- | ---------------- | --------------- | --------------------- | -------------------- | -------------- | -------------- |
| Chengguan Doilungdêqên Dagzê Damxung Qüxü Nyêmo Lhünzhub Maizhokunggar Jezero Nam |            |                  |                 |                       |                      |                |                |
| Naziv                                                                             | Kineski    | Pinyin           | Tibetanski      | Wylie transliteracija | Stanovništvo (2010.) | Površina (km²) | Gustoća (/km²) |
| Gradsko područje                                                                  |            |                  |                 |                       |                      |                |                |
| Chengguan                                                                         | 城关区     | Chéngguān Qū     | ཁྲིན་ཀོན་ཆུས་       | Chingoin Qü           | 279.074              | 525            | 531,56         |
| Predgrađa                                                                         |            |                  |                 |                       |                      |                |                |
| Doilungdêqên                                                                      | 堆龙德庆区 | Duīlóngdéqìng Qū | སྟོད་ལུང་བདེ་ཆེན་ཆུས་ | Dölungdêqên Qü        | 52,249               | 2.672          | 19,55          |
| Dagzê                                                                             | 达孜区     | Dázī Qū          | སྟག་རྩེ་ཆུས         | Dagzê Qü              | 26.708               | 1.361          | 19,62          |
| Seoska područja                                                                   |            |                  |                 |                       |                      |                |                |
| Damxung                                                                           | 当雄县     | Dāngxióng Xiàn   | འདམ་གཞུང་རྫོང་     | Damxung Zong          | 46.463               | 10.234         | 4,54           |
| Lhünzhub                                                                          | 林周县     | Línzhōu Xiàn     | ལྷུན་གྲུབ་རྫོང་       | Lhünzhub Zong         | 50.246               | 4.100          | 12,25          |
| Maizhokunggar                                                                     | 墨竹工卡县 | Mòzhúgōngkǎ Xiàn | མལ་གྲོ་གུང་དཀར་རྫོང་ | Maizhokunggar Zong    | 44.674               | 5.492          | 8,13           |
| Nyêmo                                                                             | 尼木县     | Nímù Xiàn        | སྙེ་མོ་རྫོང་         | Nyêmo Zong            | 28.149               | 3.266          | 8,61           |
| Qüxü                                                                              | 曲水县     | Qūshuǐ Xiàn      | ཆུ་ཤུར་རྫོང་        | Qüxü Zong             | 31.860               | 1.624          | 19,61          |

## Gospodarstvo
Tibet je daleko najnerazvijenija kineska pokrajina. S obzirom na to da se Kina brzo razvija, u novije vrijeme mnogo ulaže i u razvoj Tibeta. Razvija se industrija (tekstilna, prehrambena i raznih proizvoda). U okolici je razvijena poljoprivreda i stočarstvo unatoč nepovoljnih prirodnih uvjeta. Sve jače se razvija turizam.

## Promet
Grad je zbog izrazito rijetke naseljenosti i nepovoljnih reljefnih uvjeta vrlo izoliran. Najvažnija veza s ostatkom svijeta je željeznička pruga Qingzang, dovršena 2006., koja Lhasu povezuje s Kinom. Postoji nekoliko cesta prema Kini po kojima se dugo i teško putuje. Značajna je zračna luka Lhasa u obližnjoj dolini rijeke Brahmaputre.

## Stanovništvo
Prema popisu iz 2000., prefektura Lhasa je imala 474.490 stanovnika, od kojih su 387.124 (81,6%) bili Tibetanci, 80.584 (17%) Han Kinezi, a ostalih nacionalnosti 6.791 (1,4%).
| 1854. (proc.) | 1911. (proc.) | 1959. (proc.) | 1990. (proc.) | 2000.   | 2010.   | 2015.   |
| ------------- | ------------- | ------------- | ------------- | ------- | ------- | ------- |
| 42.000        | 30.000        | 47.500        | 160.000       | 474.499 | 559.423 | 902.500 |

## Zbratimljeni gradovi
- Boulder, Colorado  SAD (1987.)
- Elista  Rusija (2004.)
- Potosí  Bolivija (1995.)